# Hyalosphaera
Hyalosphaera — рід грибів. Назва вперше опублікована 1917 року.